# Söderbykarls pastorat
Söderbykarls pastorat var ett pastorat som bestod av följande församlingar:
- Estuna och Söderby-Karls församling från 2006, innan dess ingick
  - Estuna församling från 1962
  - Söderby-Karls församling
- Lohärads församling från 1962
- Edsbro-Ununge församling från 2010, innan dess ingick
  - Edsbro församling från 1962

Pastoratet upphörde 2018, då Edsbro-Ununge församling fördes till Roslagens västra pastorat och Lohärads samt Estuna och Söderby-Kalrs församlingar fördes till Roslagens östra pastorat. 
Pastoratet tillhörde Upplands östra kontrakt i Uppsala stift. Församlingarna ligger i Norrtälje kommun och pastoratskoden är 010410.